# 胡道輝路
胡道輝路（英語：Woodroffe Avenue；渥太華15號市道）是加拿大安大略省渥太華西端的一條南北向主幹路，北始渥太華河徑（麥當勞徑），向南穿過基線道及巴哈文，到達馬諾提克附近的威爾斯親王徑。胡道輝路穿過渥太華西端尼平的中心。

## 地標概述
道路北部路段，即介乎渥太華河與卡靈路之間的路段，有住宅及公共機構。其中包括花地瑪聖母天主堂、胡道輝路聯合教會、胡道輝路公立學校及渥太華公共圖書館卡靈活分館。靠近卡靈路的胡道輝路路段沿卡靈活商場的西邊延伸。卡靈路以南的胡道輝路路段相當繁忙，尤其是在夾女皇道路口附近。該路段是長老會聖保羅堂及堅尼地公立學校的所在地。在基線道，道路經過亞崗昆學院及書院廣場購物中心，以及已關閉的聯邦中學。西邊是范克廉廣場，位於中心點地區的中心，還有快速巴士基線站。

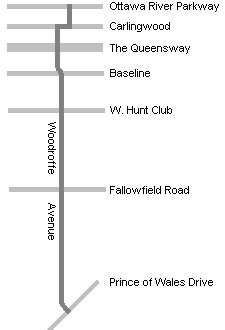
胡道輝路主要路口

位於草地徑以南的胡道輝路路段主要穿過市郊住宅區，在狩獵會道以南穿過綠帶。該地區最著名的地標是尼平體育館。穿過綠帶的一部分後，胡道輝路穿過巴哈文，成為這個市郊住宅區的主要街道。在巴哈文以南，道路再次穿過一些半鄉郊地區，最後在麗都河附近的威爾斯親王徑不遠處終止。

## 延伸閱讀

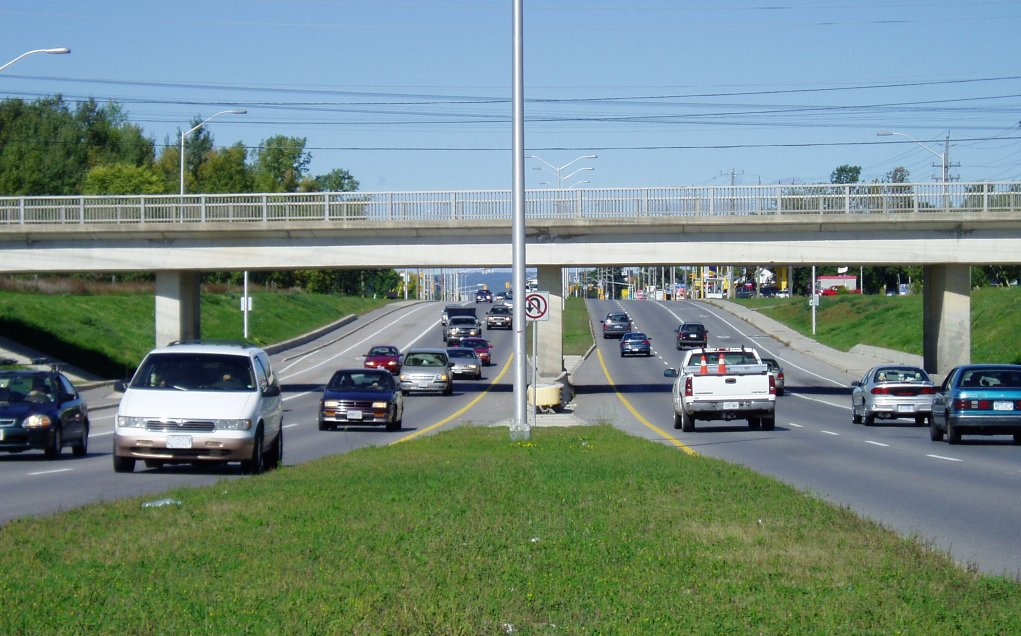
諾士杜道（Knoxdale Road）以北的胡道輝路

- Woodroffe Avenue Transportation Study Region of Ottawa-Carleton, 2000.
- Woodroffe Avenue Environmental Study Report Ottawa: Dillon Consulting, 2001.
- Secondary Plan for the Woodroffe Community of the City of Nepean. Nepean, Ontario Planning and Development Dept, 1981.